# ژیان‌مرغ بیشه شکم‌حنایی
ژیان‌مرغ بیشه شکم‌حنایی (نام علمی: Miotheretes fuscorufus)، گونه‌ای از پرندگان تیرهٔ ژیان‌مرغان است که در شرق آند پرو و بولیوی یافت می‌شود. زیستگاه‌های طبیعی آن جنگل‌های کوهستانی نمناک نیمه‌گرمسیری یا گرمسیری و جنگل‌های پیشین به شدت دگرگون‌شده است.

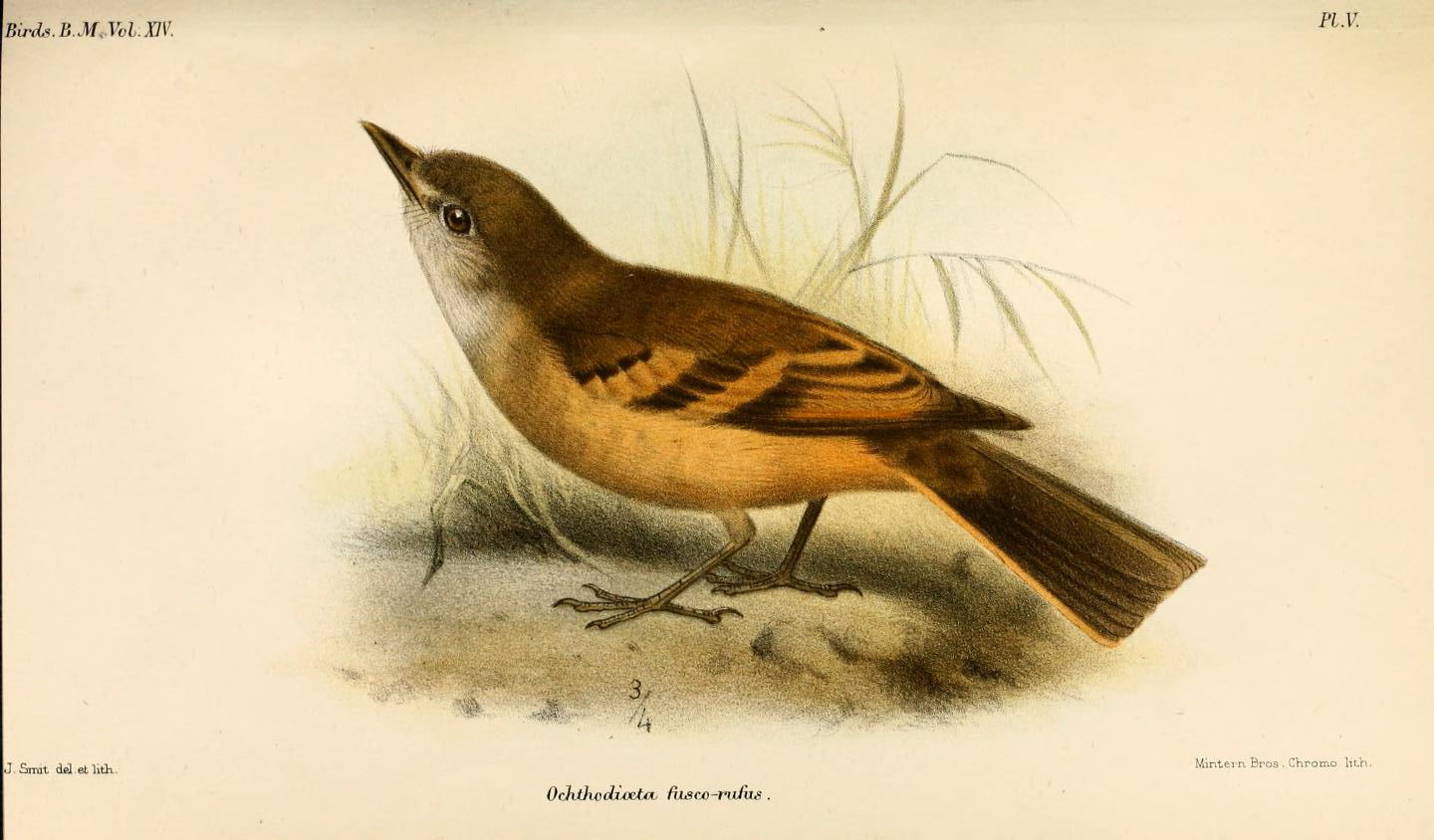